# Dragomirești-Vale
Dragomirești-Vale est une commune roumaine située dans le județ d'Ilfov.